# Manzanillo
Manzanillo là một đô thị thuộc bang Colima, México. Năm 2005, dân số của đô thị này là 137842 người.